# Милютина, Тамара Павловна
Тамара Павловна Милютина (1 июля 1911, Юрьев (название до 1918 года города Тарту) — 4 июля 2004, Тарту) — активный член Русского студенческого христианского движения (РСХД) в Эстонии, репрессированная в СССР, автор книги воспоминаний «Люди моей жизни» (Тарту, 1997).

## Биография
Тамаре Павловне Милютиной, урождённой Бежаницкой, в первом браке — Лаговской, посчастливилось жить среди замечательных людей. Её дед, протоиерей Николай Бежаницкий (1859–1919) — настоятель тартуской Георгиевской церкви — помогал всем попавшим в беду, своим заступничеством спас от смерти группу участников революции 1905 года, а в 1919 году был расстрелян большевиками. В 2000 году он был причислен к лику святых новомучеников российских.
Мать Тамары Павловны, Клавдия Николаевна Бежаницкая (1889–1979) — одна из первых женщин-выпускниц Тартуского университета, сотрудница Н. Н. Бурденко, в 1923 году стала первым в Тарту врачом-фтизиатром, затем — основательницей и заведующей туберкулезной больницы. Своим удивительным бескорыстием и добротой, готовностью в любых обстоятельствах оказать любую помощь она снискала безграничное доверие и любовь всех слоев тартуского населения.
Первый муж Тамары Павловны, Иван Аркадьевич Лаговский (1889–1941), был преподавателем Богословского института в Париже, одним из секретарей РСХД, редактором «Вестника РСХД», поэтому первые годы замужества (начало 1930-х годов) она провела в Париже, в самой гуще жизни парижской русской эмиграции. Круг её общения составляли все русские религиозные философы, она была связана с Е. Ю. Скобцовой (будущей матерью Марией), с иконописцем Г. Кругом, не раз видела М. Цветаеву. Потом в Эстонии она вместе с мужем занималась изданием «Вестника», организацией молодёжных кружков и съездов Движения.
В 1940 году, после ввода в Эстонию советских войск, был арестован, а затем расстрелян И. А. Лаговский, в 1941 году была арестована Тамара Павловна. Её рассказ о «странствиях», как она их называла, по тюрьмам, лагерям и ссылкам наполнен не описанием ужасов нечеловеческого быта, испытанных бедствий и унижений, а рассказом о прекрасных людях, с которыми судьба свела её в этих страшных обстоятельствах. Не все из них были выдающимися деятелями науки и культуры, но Тамару Павловну интересовали все люди её жизни, если они были людьми доброй души, способными к сочувствию, участию в чужом горе и готовыми жертвовать собой.
В 1957 году она вернулась в Эстонию, в Таллин, со вторым мужем Иваном Корнильевичем Милютиным (1906–1973) и двумя родившимися в Сибири сыновьями. По роду своих занятий Т. П. Милютина была далека от филологии, но, в 1962 году узнав о первой научной конференции, посвященной изучению жизни и творчества А. А. Блока (Блоковской конференции), приехала в Тарту. Так состоялось её знакомство с Зарой Григорьевной Минц, женой Ю. М. Лотмана, между ними завязалась переписка.
Подлинное знакомство с кафедрой русской литературы произошло уже после переезда Тамары Павловны в родной Тарту в 1989 году. Её дом стал одним из центров притяжения как для кафедралов, студентов, так и для гостей кафедры. За гостеприимным столом с «фирменными» пирожками с гречневой кашей всегда велись интересные разговоры, но главным были живые остроумные рассказы самой хозяйки, обаяние которых не в силах передать даже её прекрасные воспоминания «Люди моей жизни». З. Г. Минц планировала целый цикл работ о лагерной поэзии. Первым и единственным опытом стала публикация стихотворений умершего в лагере Юрия Галя и мемуарного очерка о нём Тамары Павловны с предисловием Зары Григорьевны. Незабываема была встреча с кафедрой в доме Милютиных в мае 1994 года, ставшая толчком для рождения двух других публикаций.
Т. П. Милютина прожила долгую жизнь, дождалась выхода в свет своей книги и её признания: 2 февраля 1997 года состоялось вручение ей премии имени Игоря Северянина за воспоминания «Люди моей жизни». Она получала много благодарных откликов, иногда от совершенно незнакомых читателей, которые писали ей, какую важную роль в их жизни сыграла её книга.
Тамара Милютина всегда подчёркивала, что прожила счастливую жизнь, потому что ей «везло на людей, совершенно удивительных людей», потому что её «молодость прошла „под высокими звездами“ РСХД», потому что у неё «всегда было о ком заботиться».